# Balan Bakama
Balan Bakama es una ciudad y comuna del círculo de Kangaba, región de Kulikoró, Mali. Su población era de 6.899 habitantes en 2009.